# Andy Delort
Andy Delort (* 9. Oktober 1991 in Sète) ist ein französisch-algerischer Fußballspieler auf der Position eines Stürmers.

## Laufbahn

### Verein
Seine Kindheit und Jugend verbrachte Delort wechselweise bei seinen Heimatvereinen FC Sète und Pointe Courte AC Sète.
2008 erhielt er seinen ersten Profivertrag beim AC Ajaccio, bei dem er in zwei Abschnitten bis zum Sommer 2013 unter Vertrag stand. Nach einer erfolgreichen Zweitliga-Saison 2013/14 beim FC Tours, in der er Torschützenkönig war, wurde Delort im Sommer 2014 von Wigan Athletic verpflichtet. Wegen fortbestehenden Unstimmigkeiten zwischen dem abgebenden und dem übernehmenden Verein kehrte Delort schließlich für den Rest der Saison zum FC Tours zurück und wurde für die Saison 2015/16 vom französischen Erstligisten SM Caen verpflichtet.
Im Sommer 2016 folgte er seinem Landsmann André-Pierre Gignac nach Mexiko, wo beide zusammen mit den UANL Tigres die mexikanische Fußballmeisterschaft der Apertura 2016 gewannen.
2017 wechselte Delort zurück nach Frankreich zum FC Toulouse. Im Jahr 2018 schloss er sich, vorerst leihweise HSC Montpellier an, wohin er im folgenden Jahr für eine Ablösesumme von rund 4,5 Millionen Euro fix wechselte. Im Sommer 2021 wechselte Andy Delort erneut innerhalb der Ligue 1. OGC Nizza bezahlte rund 10 Millionen € Ablöse um sich die Dienste des Stürmers zu sichern.
Im Januar 2023 wechselte der Spieler auf Leihbasis zum FC Nantes. Im Anschluss griff eine Kaufpflicht. Delort verblieb aber nicht beim FC Nantes, sondern wechselte nach Katar zu Umm-Salal SC. Dort war er Stammspieler, bis er Anfang Januar 2024 während des katarischen Pokalfinales auf dem Spielfeld zusammenbrach. Ohne noch einmal auf den Platz zurückzukehren, beendete er im Februar 2024 seinen Vertrag. Im September 2024 wurde er vom algerischen Klub MC Alger unter Vertrag genommen. Im Januar 2025 folgte eine halbjährige Leihe zu seinem ehemaligen Verein HSC Montpellier.

### Nationalmannschaft
Am 17. Mai 2011 kam Delort in einem Testspiel gegen die gleichaltrige Auswahl der Vereinigten Staaten (3:3) zu seinem einzigen Einsatz für die französische U-20-Nationalmannschaft. Delort erhielt 2019 die Algerische Staatsbürgerschaft und spielt jetzt für das Land seiner Mutter.

## Erfolge

### Persönliches
- Torschützenkönig der Ligue 2: 2013/14
- Spieler des Monats der Ligue 1: November 2020

### Verein
- Mexikanischer Meister: Apertura 2016

### Nationalmannschaft
- Afrikameister: 2019